# Zachariassegen

Ein Zachariassegen von 1835

Ein Zachariassegen mit Patriarchenkreuz

Ein Zachariassegen ist eine bestimmte Segensformel, die als Schutz- und Heilmittel diente. Er ist nach dem Jerusalemer Patriarchen Zacharias benannt. Man findet ihn auf Zetteln und als Inschrift von Patriarchen- und Tatzenkreuzen oder Medaillen.
Wann genau der Zachariassegen zum ersten Mal verwendet wurde, ist unklar. Gedruckt erscheint er erstmals in der Erstausgabe des Geistlichen Schild von 1647, eines indizierten Sammelwerks. Im Kapitel „Buchstaben gegen die Pest zu tragen“ wird dort berichtet, der Patriarch von Antiochien habe beim Konzil von Trient 1546 den anwesenden Bischöfen geraten, den Zachariassegen als Pestschutz zu tragen. Einer der Bischöfe soll auch ein Armband mit dem Segen getragen haben.
Der Zachariassegen enthält die folgenden Initialen:
+ Z + DIA + BIZ + SAB + Z + HGF + BFRS
Die Kreuze stehen für einen Vers, der mit „Crux Christi“ beginnt; die Buchstaben stehen für den Wortanfang eines Psalmverses, dem sich ein Bittgebet anschloss. Der Zachariassegen wurde 1582 ausdrücklich von Papst Gregor XIII. bestätigt. Im 17. Jahrhundert wurde der Zachariassegen von vielen Theologen als Urbild eines abergläubischen Amuletts betrachtet, das es zu verbieten galt.
Dem Volk war die Bedeutung des Zachariassegens nicht bekannt. Man nahm an, dass es sich nicht um einen christlichen Text, sondern um magische Formeln handelte. Zur erhofften Zauberwirkung trug maßgeblich die Unverständlichkeit der Worte und besonders der Buchstabenfolge bei.
Zachariassegen waren einst weithin bekannte Mittel gegen allerlei Unheil, besonders gegen Pest, Hexerei und Unwetter. Man findet sie oft in Verbindung mit dem Benediktussegen.